# (68779) Schöninger
(68779) Schöninger, désignation internationale (68779) Schoninger, est un astéroïde de la ceinture principale.

## Description
(68779) Schoninger est un astéroïde de la ceinture principale. Il fut découvert le 18 mars 2002 à l'Observatoire Kleť par le projet KLENOT. Il présente une orbite caractérisée par un demi-grand axe de 2,65 UA, une excentricité de 0,14 et une inclinaison de 5,0° par rapport à l'écliptique.

## Compléments